# Sufers
Sufers (Reto-Romaans: Sur en Valragn) is een gemeente en plaats in het Zwitserse kanton Graubünden, en maakt deel uit van het district Hinterrhein.
Sufers telt 133 inwoners.